# Plumularia floridana
Plumularia floridana is een hydroïdpoliep uit de familie Plumulariidae. De poliep komt uit het geslacht Plumularia. Plumularia floridana werd in 1900 voor het eerst wetenschappelijk beschreven door Nutting. 